# Marinka (huyện)
Huyện Marinka (tiếng Ukraina: Мар'їнский район, chuyển tự: Marinkas'kyi raion) là một huyện của tỉnh Donetsk thuộc Ukraina. Huyện Marinka có diện tích 1350 kilômét vuông, dân số theo điều tra dân số ngày 5 tháng 12 năm 2001 là 38861 người với mật độ 29 người/km2. Trung tâm huyện nằm ở Marinka.